# Cedric Smith (Mathematiker)
Cedric Austen Bardell Smith (* 5. Februar 1917 in Leicester; † 10. Januar 2002) war ein britischer Mathematiker und mathematischer Statistiker.
Smith studierte an der Universität Cambridge (Trinity College) mit dem Abschluss 1938 und anschließend der Promotion im Jahr 1942. Während des Zweiten Weltkriegs arbeitete er als Quäker (er trat 1937 den Quäkern bei) an einem Krankenhaus. Ab 1946 war er am Galton Laboratory der Universität London, wo er 1948 Lecturer, 1957 Reader und 1964 Professor wurde (Weldon Professor für Biometrie). 1982 ging er offiziell in den Ruhestand, war aber weiter wissenschaftlich aktiv.
Er befasste sich mit Anwendungen der Statistik in der Biologie, speziell der Genetik. Anfangs veröffentlichte er mit J. B. S. Haldane auf diesem Gebiet (Wahrscheinlichkeit von Verwandtschaftsbeziehungen). Er befasste sich auch mit Kombinatorik (Graphentheorie), Anwendung der Mathematik auf Friedensfragen, Spieltheorie, Phonetik, Fingerabdrücke, Elliptische Funktionen.
Mit seinen Studienkollegen vom Trinity College William Thomas Tutte, R. Leonard Brooks (1916–1993) und Arthur Harold Stone (1916–2000)  veröffentlichte er unter dem Pseudonym Blanche Descartes. Alle vier lösten 1940 auch das Problem der Quadratur des Quadrates (Aufteilung eines Quadrats in kleinere Quadrate). 
Smith veröffentlichte 1947 eine Lösung des Problems der gefälschten Münze (diese durch minimale Anzahl von gegenseitigen Wägens mit einer Balkenwaage aus 12 Münzen herauszufinden) und die allgemeine Lösung als Blanche Descartes.
Er war Fellow der Royal Statistical Society und des ISI. Er war Mitherausgeber der Annals of Human Genetics.
Er war mit der Ungarin Piroska Vermes verheiratet (Tochter des Mathematikers Paul Vermes) und hatte mit ihr einen Sohn.

## Schriften
- Biomathematics: he principles of mathematics for students of biological science, 3. Auflage, New York:Hafner 1954 (ursprünglich von William Moses Feldman (1879–1939))